# Nobelova nagrada
Nobelove nagrade (šve. Nobelpriset) dodjeljuju se svake godine pojedincima ili skupinama čiji su uspjesi iznimni. To uključuje izvanredna istraživanja, nove tehnike i tehnologije ili izniman doprinos društvu. Pri samom spomenu Nobelove nagrade u glavi većine ljudi se stvara slika univerzalnih genijalaca i briljantnih pojedinaca koji su je dobili. 

## Povijest
Nobelova nagrada nosi ime po Alfredu Nobelu, švedskom industrijalcu i izumitelju dinamita. On je 27. studenog 1895. u švedsko-norveškom klubu u Parizu obznanio ideju o osnivanju fonda iz kojeg bi se dodjeljivala nagrade najzaslužnijima. Nobel je bio zaprepašten i šokiran načinom na koji je svijet upotrebljavao njegov izum – dinamit i u toj činjenici leži razlog njegove odluke da se nagrade dodjeljuju onima koji svojim sposobnostima najviše doprinose čovječanstvu. 
Prva svečanost dodjele Nobelovih nagrada za književnost, fiziku, kemiju i medicinu je održana na Kraljevskoj glazbenoj Akademiji u Stockholmu, 1901. godine. Od 1902. godine nagrade formalno dodjeljuje kralj Švedske. 
Nagrada za mir se dodjeljuje u norveškoj metropoli Oslu jer su početkom 20. stoljeća, kada je dodjeljivanje započelo, te dvije države bile unutar jedne države, Kraljevine Švedske.
Nagrade se dodjeljuju jednom godišnje na svečanosti koji se održava u pravilu 10. prosinca – dana kada je preminuo Alfred Nobel. No, imena dobitnika (laureata) nagrada se u pravilu objavljuju već u listopadu. Dužnost objave imaju različite ustanove povezane sa Švedskom Akademijom. 
Od 1969. godine dodjeljuje se i Nobelova nagrada za ekonomiju. Nagrade nisu dodijeljene jedino za vrijeme Drugoga svjetskog rata (od 1940. do 1942.) 
Po svojoj prirodi, Nobelova je nagrada financijski utemeljena. Iznos je nešto veći od 1 milijuna eura. Ideja koja je opravdavala dodjelu nagrade bila je u smislu da se s dobivenim financijskim sredstvima nastave istraživanja i razvoj. No, realnost je nešto drugačija… Mnogi su dobitnici nagrade po njenom primitku već bili u mirovini, a nekima taj novac baš i nije poslužio za daljnja istraživanja.

## Kategorije
Nagrade se dodjeljuju u više različitih disciplina: 
- Nobelova nagrada za ekonomiju (Od 1969.)
- Nobelova nagrada za fiziku
- Nobelova nagrada za fiziologiju ili medicinu
- Nobelova nagrada za kemiju
- Nobelova nagrada za književnost
- Nobelova nagrada za mir

## Ostale nagrade u svijetu
Premda najpoznatija, Nobelova nagrada nije i jedina koja se dodjeljuje. U SAD-u je jako poznata Pulitzerova nagrada, koja se isto kao i Nobelova dodjeljuje u više kategorija. No, isto tako postoje i nagrade koje su specifične za pojedine društvene ili znanstvene kategorije. Tako se npr. u matematici dodjeljuje Fieldsova medalja i Abelova nagrada (dodjeljuje je kralj Norveške). Arhitekti se mogu nadati nagradi Pritzker... U računarstvu se dodjeljuje Turingova nagrada, Wollastonova medalja ide za geologiju, dok Schoockova nagrada biva dodijeljena za logiku, filozofiju, matematiku, umjetnost i glazbu. Nagrade Kyoto se dodjeljuju u tri kategorije: napredna tehnologija, osnovne znanosti i umjetnost s filozofijom. Postoji još jedna "alternativna Nobelova nagrada", Right Livelihood Award.
No, postoji i humoristična strana svijeta znanstvenih nagrada. Takva je nagrada Ig Nobel koji se dodjeljuje za "dostignuća koja najprije natjeraju ljude na smijeh, a zatim na razmišljanje".

## Vanjske poveznice
|  | Zajednički poslužitelj ima stranicu o temi Diplome Nobelove nagrade |
|  | Zajednički poslužitelj ima još gradiva o temi Nobelova nagrada      |

- Službena stranica Nobelove nagrade  Arhivirana inačica izvorne stranice od 23. lipnja 2010. (Wayback Machine)
- Više informacija o Nobelovoj nagradi (engl.)
- Nobelova nagrada - www.croeos.net  Arhivirana inačica izvorne stranice od 21. listopada 2007. (Wayback Machine)
- The Nobel Prize Internet Archive (engl.)